# Diocese de Limburgo

Logotipo da Diocese de Limburg

A Diocese de Limburgo (em latim: Dioecesis Limburgensis e em alemão:  Bistum Limburg) é uma circunscrição eclesiástica católica alemã, sufragânea da Arquidiocese de Colônia.

## Território
Localiza-se no centro da Alemanha, entre Hesse e Renânia-Palatinado. A sede episcopal é a cidade de Limburgo, onde fica a Catedral de São Jorge.
O território abrange 6.182 km² e está dividido em 329 paróquias.

## História
A diocese foi erigida em 16 de agosto de 1821, através da bula papal Provida solersque de Pio VII, com território tomado da Diocese de Tréveris. Foi originalmente sufragânea da Arquidiocese de Friburgo.
Em 13 de agosto de 1930, devido à bula Pastoralis officii nostri, do Papa Pio XI, tornou-se parte da província eclesiástica de Colônia.

## Bispos
| #                        | Nome                         | Período     | Notas                         |
| Bispos                   | Bispos                       | Bispos      | Bispos                        |
| ------------------------ | ---------------------------- | ----------- | ----------------------------- |
| 13º                      | Georg Bätzing                | 2016-atual  |                               |
| 12º                      | Franz-Peter Tebartz-van Elst | 2008 - 2014 |                               |
| 11º                      | Franz Kamphaus               | 1982 - 2007 |                               |
| 10º                      | Wilhelm Kempf                | 1949 - 1981 |                               |
| 9º                       | Ferdinand Dirichs            | 1947 - 1948 |                               |
| 8º                       | Antonius Hilfrich            | 1930 - 1947 |                               |
| 7º                       | Augustinus Kilian            | 1913 - 1930 |                               |
| 6º                       | Dominikus Willi, O.Cist.     | 1898 - 1913 |                               |
| 5º                       | Karl Klein                   | 1886 - 1898 |                               |
| 4º                       | Johannes Christian Roos      | 1885 - 1886 | Nomeado Arcebispo de Friburgo |
| 3º                       | Peter Joseph Blum            | 1842 - 1884 |                               |
| 2º                       | Johann Wilhelm Bausch        | 1834 - 1840 |                               |
| 1º                       | Jakob Brand                  | 1827 - 1833 |                               |
| Bispo-coadjutor          |                              |             |                               |
|                          | Antonius Hilfrich            | 1930        |                               |
| Bispos auxiliares        |                              |             |                               |
|                          | Thomas Löhr                  | 2009-atual  |                               |
|                          | Gerhard Pieschl              | 1977-2009   |                               |
|                          | Walter Gunther Kampe         | 1952-1984   |                               |
| Administrador Apostólico |                              |             |                               |
|                          | Manfred Grothe               | 2014-2016   | Bispo-auxiliar de Paderborn   |

## Estatísticas
A diocese, até o final de 2004, de uma população de 2.322.543 pessoas, havia batizado 693.230, correspondendo a 29,8% desse total.